# Ledocarpaceae
Die Pflanzen-Familie der Ledocarpaceae gehört zur Ordnung der Storchschnabelartigen (Geraniales). Die Verbreitung der Arten ist ausschließlich neotropisch: Die Areale liegen im westlichen Südamerika, hauptsächlich in den Anden.

## Beschreibung
Es sind meist kleine Sträucher oder seltener Halbsträucher. Die meist gegenständigen Laubblätter sind einfach oder zusammengesetzt; die Blätter mancher Arten sind tief gelappt. Nebenblätter fehlen.
Die Blüten stehen einzeln oder in wenigblütigen Blütenständen zusammen. Die zwittrigen, radiärsymmetrischen Blüten sind fünfzählig. Es gibt einen Außenkelch. Es sind je fünf Kelchblätter und Kronblätter vorhanden, außerdem ein oder zwei Kreise mit fünf Staubblättern. Die drei oder fünf verwachsenen Fruchtblätter bilden einen oberständigen Fruchtknoten. Der Griffel ist kurz oder ist nicht erkennbar und es gibt gleich viele Narben wie Fruchtblätter. Es werden Kapselfrüchte gebildet.

## Systematik
In der Familie Ledocarpaceae gibt es nur zwei bis drei Gattungen mit etwa elf bis zwölf Arten:
- Balbisia Cav. (inklusive Ledocarpon)
- Rhyncotheca (bei manchen Autoren eine eigene Familie Rhyncothecaceae Endl.): Bei dieser Gattung sind keine Kelchblätter vorhanden.
- Wendtia Meyen